# João Calado Rodrigues
João Calado Rodrigues (Galveias, Ponte de Sôr, 18 de Outubro de 1881 - Mação, 31 de Outubro de 1953) foi um advogado, jornalista, poeta e político português.

## Biografia
Nasceu em Galveias, no concelho de Ponte de Sôr, em 18 de Outubro de 1881. Frequentou a Universidade de Coimbra, onde se formou em Direito.
O seu primeiro emprego foi como notário na vila de Borba. Foi depois eleito como deputado pelo círculo de Tomar, e em seguida tornou-se secretário na Câmara dos Deputados. Em 1939 tornou-se conservador do Registo Civil de Mação.
Exerceu igualmente como jornalista desde 1905, tendo colaborado, dirigido e sido responsável pela criação de vários periódicos, além de ter sido secretário da redação da Gazeta dos Caminhos de Ferro e da Revista Insular e de Turismo. Foi redactor do jornal Situação, e fundou e dirigiu os periódicos Concelho de Mação, Notícias de Mação, Terras do Tejo, Liberdade e Terra Nostra, todos no concelho de Mação, e o Jornal da Tarde, tendo ficado afamado neste último pelas suas sátiras políticas. Como jornalista, acompanhou de perto a carreira política de Sidónio Pais. Em 1919, foi um dos fundadores da Casa da Imprensa, iniciativa que porém durou pouco tempo. Escreveu igualmente algumas pequenas obras de poesia e teatro, incluindo o livro Herois e Santos, publicado em 1938.
Destacou-se também como benemérito, tendo impulsionado a fundação de um restaurante económico numa das Cozinhas Económicas de Lisboa, iniciativa que antecedeu em alguns anos a criação dos refeitórios da  Fundação Nacional para Alegria no Trabalho. Em 1945 criou a Casa dos Pobres de Mação, que tinha como finalidade melhorar as condições dos mendigos, e que o próprio subsidiava. Além disso, também oferecia aos habitantes de menores recursos um jantar gratuito aos Domingos, que depois passou a ser realizado duas vezes por semana. Dinamizou igualmente um cortejo de oferendas que tinha sido organizado a favor do Hospital da Misericórdia daquela vila, e impulsionou a criação do Museu Municipal de Mação na década de 1940, que no entanto só foi inaugurado em 1986, tendo recebido o nome de Museu Dr. João Calado Rodrigues.
Faleceu na vila de Mação, na madrugada do dia 31 de Outubro de 1953, aos 72 anos de idade. O seu funeral foi muito concorrido, tendo discursado o Governador Civil do Distrito de Santarém, Abílio Tavares.